# 威氏亞口魚
威氏亞口魚（學名：Catostomus wigginsi）為輻鰭魚綱鯉形目亞口魚科的其中一種，為溫帶淡水魚，被IUCN列為易危保育類動物，分布於北美洲墨西哥西北部索諾拉河流域，生活習性不明。 